# Spencer Weisz
Spencer Weisz (Florham (New Jersey), 31 de mayo de 1995) es un jugador de baloncesto estadounidense que pertenece a la plantilla del Hapoel Haifa B.C. de la Ligat Winner. Con 1,93 metros de estatura, juega en la posición de alero.

## Trayectoria deportiva
Es un jugador formado en Princeton Tigers y tras no ser elegido en el Draft de la NBA de 2017, su primera experiencia como profesional sería en la temporada 2017-18 en Europa para jugar en Israel, firmaría un contrato por una temporada con Hapoel Gilboa Galil Elyon de la Ligat Winner.
En verano de 2020, firma con el Hapoel Be'er Sheva B.C. de la Ligat Winner, para disputar la temporada 2020-21.
En la temporada 2021-22, firma por el Hapoel Haifa B.C. de la Ligat Winner.